# Melanie Hümmelgen
Melanie Hümmelgen (geboren 1970) ist eine deutsche Internistin und Kardiologin, Fachärztin für Innere Medizin, Expertin für Verkehrsmedizinische Begutachtung und Publizistin und Buchautorin, die in Öffentlichkeit und in Medien, zuletzt auch in der Gestaltung einer eigenen Fernsehsendung, als Fachfrau für Sportmedizin auftritt und Bekanntheit erreicht hat.

## Leben
Hümmelgen wuchs als Tochter einer alteingesessenen Familie im ostwestfälischen Lübbecke auf, wo sie 1989 am Wittekind-Gymnasium ihr Abitur machte. Anschließend studierte sie Humanmedizin zunächst bis 1991 an der Ruhr-Universität Bochum und im Anschluss bis 1995 an der Gesamthochschule Essen. Dort wurde sie promoviert mit einer Arbeit über die Beschleunigung der Erholung des reperfundierten Myokards durch den ACE-Hemmer Ramiprilat: die Rolle von Prostaglandin und Stickstoffmonoxid. Von 1995 bis 1996 absolvierte sie ihr Praktisches Jahr im Universitätsspital Zürich in der Schweiz und im akademischen Lehrkrankenhaus des Universitätsklinikums Bonn der Rheinischen Friedrich-Wilhelms-Universität in Bonn. Ihr Medizinstudium samt Promotionsstudium schloss sie im April 1996 ab.
Es folgte von 1996 bis 2000 die internistische und kardiologische Facharztausbildung am Universitätsklinikum Bonn und von 2000 bis 2012 beim Universitätsklinikum Hamburg-Eppendorf (UKE), dem universitären Herzzentrum Hamburgs. Hier übernahm sie später die Leitung der kardiologischen Ambulanz und Poliklinik sowie des kardiologischen Konsildienstes. Weiterhin ist sie dort der „Chief Physical Officer“.
Von 2013 bis 2022 war Hümmelgen Chefärztin der Abteilung für Kardiologie des Reha-Centrums Hamburg unweit des UKE und seit 2016 stellvertretende Ärztliche Direktorin desselben. Seit September 2022 ist  Hümmelgen Ärztliche Direktorin und Chefärztin der Mühlenbergklinik im schleswig-holsteinischen Malente. Die Mühlenbergklinik ist eine Rehabilitationseinrichtung der Deutschen Rentenversicherung Nord mit 311 Betten und erbringt insbesondere stationäre Leitungen zur medizinischen Rehabilitation in den Bereichen Kardiologie, Orthopädie und Verhaltensmedizin. Sie bietet aber auch ambulante Therapien und eine speziell auf die besonderen Belange und Bedürfnisse von Patienten mit Marfan-Syndrom abgestimmte Rehabilitationsmaßnahme an.
Hümmelgen erhielt die Auszeichnung als Teacher Of The Year des UKE für die Qualität ihrer Lehrveranstaltungen.
Hümmelgen ist Mitglied der Deutschen Gesellschaft für Kardiologie – Herz- und Kreislaufforschung (DGK) sowie  der Deutschen Gesellschaft für Prävention und Rehabilitation von Herz-Kreislauferkrankungen (DGPR).

## Privates
Hümmelgen ist verheiratet, Mutter von Zwillingen und lebt in Hamburg. Ihr Hobby ist Laufen, außerdem mag sie Skifahren, Radfahren, Schwimmen und Volleyball.

## In der Öffentlichkeit
Seit 2017 wurde sie auch einer breiteren Öffentlichkeit bekannt; seitdem trat sie regelmäßig im Fernsehen, z. B. in der NDR-Talkshow als Expertin für Sportmedizin auf und wird auch in Printmedien zu dieser Thematik gehört. Für den NDR bildet sie zusammen mit zwei Kollegen (Helge Riepenhof, Christian Sturm) das dortige „fachmännische Trio der Bewegungs-Docs“.
Hümmelgen hat mehrere populärwissenschaftliche Bücher zu den Themen „Bewegung als Medizin“, „richtige Ernährung“ u. Ä. geschrieben.